# Юзефув (гміна Белхатув)
Юзефув (пол. Józefów) — село в Польщі, у гміні Белхатув Белхатовського повіту Лодзинського воєводства.
Населення — 87 осіб (2011).
У 1975-1998 роках село належало до Пйотрковського воєводства.

## Демографія
Демографічна структура станом на 31 березня 2011 року:
|          | Загалом | Допрацездатний вік | Працездатний вік | Постпрацездатний вік |
| -------- | ------- | ------------------ | ---------------- | -------------------- |
| Чоловіки | 40      | 4                  | 33               | 3                    |
| Жінки    | 47      | 10                 | 27               | 10                   |
| Разом    | 87      | 14                 | 60               | 13                   |